# Neuseeländische Cricket-Nationalmannschaft in Simbabwe in der Saison 2016
Die Tour der neuseeländischen Cricket-Nationalmannschaft nach Simbabwe in der Saison 2016 fand vom 28. Juli bis zum 10. August 2016 statt. Die internationale Cricket-Tour war Bestandteil der Internationalen Cricket-Saison 2016 und umfasste zwei Tests. Neuseeland konnte die Serie mit 2–0 gewinnen.

## Vorgeschichte
Simbabwe bestritt zuvor eine Tour gegen Indien, für Neuseeland war es die erste Tour der Saison. Vor der Tour gab es Bedenken auf Grund von sozialen Unruhen in Simbabwe, die Tour fand nach einer Sicherheitsüberprüfung dennoch statt.

## Stadien
Für die Tour wurde das folgende Stadion als Austragungsort vorgesehen und am 16. Juni 2016 bekanntgegeben.
| Stadion            | Stadt    | Kapazität | Spiele       |
| ------------------ | -------- | --------- | ------------ |
| Queens Sports Club | Bulawayo | 9.000     | 1. & 2. Test |

## Kaderlisten
Neuseeland benannte seinen Kader am 9. Juni 2016. 
Simbabwe benannte seinen Kader am 21. Juli 2016.
| Test | Test |
| Simbabwe | Neuseeland |
| --- | --- |
| - Graeme Cremer (K) - Regis Chakabva - Brian Chari - Tendai Chatara - Chamu Chibhabha - Michael Chinouya - Craig Ervine - Hamilton Masakadza - Prince Masvaure - Tino Mawoyo - Peter Moor - Richmond Mutumbami - Taurai Muzarabani - Njabulo Ncube - Sikandar Raza - Donald Tiripano - Sean Williams | - Kane Williamson (K) - Trent Boult - Doug Bracewell - Mark Craig - Martin Guptill - Matt Henry - Tom Latham (wk) - Henry Nicholls - Luke Ronchi (wk) - Jeet Raval - Mitchell Santner - Ish Sodhi - Tim Southee - Ross Taylor - Neil Wagner - BJ Watling (wk) |

## Tour Match
| 22. – 24. Juli Scorecard | Harare | New Zealanders 345-7d (90) & 201-7d (51.5) | – | Zimbabwe A 114 (49.5) & 173 (61.5) |
|                          |        | New Zealanders gewinnt mit 259 Runs        |   |                                    |

## Tests

### Erster Test in Bulawayo
| 28. – 31. Juli Scorecard | Bulawayo | Simbabwe 164 (77.5) & 295 (79)                    | – | Neuseeland 576-6d (166.5) |
|                          |          | Neuseeland gewinnt mit einem Innings und 117 Runs |   |                           |

### Zweiter Test in Bulawayo
| 6. – 10. August Scorecard | Bulawayo | Neuseeland 582-4d (150) & 166-2d (36) | – | Simbabwe 362 (143.4) & 132 (68.4) |
|                           |          | Neuseeland gewinnt mit 254 Runs       |   |                                   |